# Tavolara
Tavolara är en liten ö utanför Sardiniens nordöstra kust i Italien. Ön är ett kalkstensmassiv med en längd på 5 kilometer och en bredd på 1 kilometer, med branta klippor utom vid ändarna. Dess högsta punkt, Monte Cannone, är belägen 565 meter över havet. Det finns en vik och en strand vid vardera änden av ön, Spalmatore di Fuori i nordost och Spalmatore di Terra i sydväst. Ön bebos för närvarande bara av en handfull familjer och har en liten begravningsplats och en sommarrestaurang. Vattnet runt ön är en populär plats för dykning.
Ön och de omgivande vattnen ingår i det marina reservatet Tavolara och Punta Coda Cavallo som inrättades 1997. De miljöskyddsåtgärder som vidtagits i parken har medfört restriktioner för turismen i området. En naturlig stenkolonn på öns kust liknar en mänsklig figur och är känd som "Stenvakten" eller "Påvens klippa." Andra stenformationer inkluderar "Odysseus båge" (en naturligt förekommande valv) och "Grotta del Papa" (en grotta som är tillgänglig via havet och ståtar med neolitiska grottmålningar).

## Historia
Ön var under antiken känd som Hermea. Enligt traditionen dog påven Pontianus på Tavolara efter sin abdikering och exil år 235. Det är troligen den ö som tidigare kallades Tolar, som användes av några arabiska fartyg mellan 848 och 849 som bas för att attackera närliggande kuster.
Joachim Murat besökte Tavolara 1815 under sitt försök att återta kungariket Neapel. Vid den tidpunkten var ön obebodd.
År 1836 gav Karl Albert, kung av Sardinien, Kungariket Tavolara, en mikronation, till familjen Bertoleoni.
Efter Italiens enande sökte "Kung Paolo" aktivt erkännande från Italien. Under hans "regeringstid" började den italienska regeringen 1868 att driva en fyr på öns nordöstra del. "Kung Paolo I", är begravd på kyrkogården på ön med en krona över sig.